# Theory of constraints
De Theory of constraints (TOC) of beperkingentheorie is een managementtheorie, ontwikkeld door Eliyahu Goldratt.
Het komt erop neer dat er in elk proces knelpunten zijn, knooppunten van deelprocessen die gepasseerd moeten worden alvorens de volgende deelprocessen in gang gezet kunnen worden. Hierdoor ontstaat er een plafond voor de capaciteit van een systeem. Het knelpunt (ook wel de bottleneck, flessenhals, genoemd) in het systeem blijkt vaak met eenvoudige middelen op te lossen. Door een beperkte investering is men vaak in staat om een grote verbetering voor het totale proces door te voeren. Goldratt zegt ook wel dat een uur gewonnen op de bottleneck een uur gewonnen is voor het totale proces. Een uur gewonnen op een niet-bottleneck is een verloren inspanning.

## Hoofdaanname
De hoofdaanname van de Theory of constraints is dat organisaties gemeten en gecontroleerd kunnen worden aan de hand van 3 factoren: 
1. Throughput        - De snelheid waarmee het totale proces geld genereert door verkopen (=verkoopprijzen - grondstofkosten).
2. Inventory.        - Al het geld dat nodig is om zaken aan te schaffen die men uiteindelijk weer wil verkopen (dit is geen toegevoegde waarde!).
3. Operating expense - Al het geld dat nodig is om de inventory om te zetten in throughput.

## De vijf focusstappen
De Theory of constraints is gebaseerd op het idee dat er minimaal één beperkend proces is in het verkrijgen van winst. Wat er dus gedaan moet worden, aangenomen dat het doel vast staat (bijvoorbeeld: geld verdienen, nu en in de toekomst) zijn de volgende vijf stappen:
1. Het identificeren van de beperkende factor (mensen, beleid of machines die zorgen dat er niet meer van het doel behaald kan worden)
2. Beslissen hoe het beperkende proces gebruikt wordt (zorgen dat het beperkende proces geen tijd verspilt met het doen van dingen die het niet moet doen)
3. Zorgen dat alle processen aangepast worden aan het beperkende proces (maak alle andere processen ondergeschikt aan de beperking en stel ze zo op dat de beperkende factor optimaal gebruikt wordt)
4. Het beperkende proces uitbreiden (als het kan en nodig is, het permanent vergroten van de capaciteit)
5. Als, als resultaat van deze stappen, de bottleneck verplaatst is, begin dan opnieuw bij stap 1. Laat inertie (traagheid) niet de beperking worden.

De vijf focusstappen hebben als doel om een voortdurende verbetering rond de bottlenecks weg te zetten. Dit staat in TOC-literatuur bekend als het Process of Ongoing Improvement (POOGI).

## Beperkende processen
Een beperkend proces is alles wat het systeem beperkt in het behalen van zijn doel. Er zijn veel manieren waarop beperkingen kunnen opduiken, maar een basisaanname binnen TOC is dat er geen tientallen of honderdtallen beperkende factoren zijn. Er is er minimaal één en er zijn er maximaal een paar per proces. Beperkingen kunnen zowel interne als externe zijn. 
Er is sprake van een interne beperking als de vraag groter is dan het aanbod dat het systeem kan aanbieden. Als dat het geval is, dan moet de organisatie op zoek gaan naar de beperking middels de vijf focusstappen, om inzicht in de beperking te krijgen en deze indien mogelijk zelfs op te lossen.
Als er een externe beperking is, betekent dit dat het systeem meer kan produceren dan de vraag. Als dit het geval is, dan zal het bedrijf een grotere vraag moeten gaan genereren.
Interne beperkingen:
- Equipment: de manier waarop het materieel momenteel gebruikt wordt brengt de limiet in het productieproces aan, bijvoorbeeld door niet meer te kunnen produceren
- People: een gebrek aan goed opgeleid personeel leidt tot een beperking van het systeem
- Policy: een geschreven of ongeschreven beleid of voorschrift zorgt voor beperkingen.